# Pachydema anthracina
Pachydema anthracina är en skalbaggsart som beskrevs av Leon Fairmaire 1860. Pachydema anthracina ingår i släktet Pachydema och familjen Melolonthidae. Inga underarter finns listade i Catalogue of Life.